# Allotropa
Allotropa, monotipski biljni rod iz porodice vrjesovki smješten u tribus Monotropeae. Rod je raširen po po zapadu Sjeverne Amerike, od Britanske Kolumbije na jug do Kalifornije
Jedina je vrsta A. virgata, poznata pod narodnim imenom »sugarstick«. Pojavljuje se iznad zemlje kao skupina cvjetnih stabljika. Dostiže visinu do 50 cm. ili manje. Stabljika je gola, a zbog crveno-bijelih pruga biljka je prozvana candystick ili sugarstick. Listovi su mali, poput ljusaka i ružičaste su do žuto-smeđe boje. Cvjetovi imaju pet bijelih, ružičastih ili smeđih sepala, ali nemaju latica i okrenuti su prema van ili prema gore. Plod je kapsula.

## Vanjske poveznice
- UBC Botanical Garden Allotropa virgata